# With a Smile and a Song
With a Smile and a Song je populární píseň z roku 1937.
Autorem hudby byl americký filmový skladatel Frank Churchill a text napsal Larry Morey.
Poprvé ji nazpívala roku americká herečka a zpěvačka Adriana Caselotti a to do animovaného filmu Sněhurka a sedm trpaslíků.

## Coververze
Roku 1937 ji pro Bluebird Records nahrál Shep Fields a to ve spolupráci s jazzovým akordeonistou Johny Serrymem Sr.
Roku 1938 ji nahrál se svým orchestrem R. A. Dvorský s názvem Jen se s písničkou smát. Autorem českého textu byl Erik Adolf Saudek.
Roku 1964 ji nahrála také Doris Day a to na stejnojmenné album With a Smile and a Song.
Část této verze také zazněla roku 2007 ve filmu Shrek Třetí.
Roku 1965 nazpívali Helena Vondráčková a Waldemar Matuška českou verzi s názvem Jen se s písničkou smát. Autorem českého textu byl Ivo Fischer.